# La Coka Nostra
La Coka Nostra er en hiphopgruppe , der består af det tidligere House of Pain-medlem og grafiker Danny Boy O'Connor, Everlast, Ill Bill, Slaine og DJ Lethal. Deres første LP "A Brand You Can Trust" blev udgivet i 2009.

## Medlemmer
- Ill Bill (2006–nu)
- Slaine (2006–nu)
- DJ Lethal (2006–nu)
- Danny Boy (2006–nu)

Tidligere medlemmer
- Everlast (2006-2012)
- Big Left (2006-2008)

## Diskografi

### Studiealbums
- A Brand You Can Trust (2009)
- Masters of the Dark Arts (2012)
- To Thine Own Self Be True (2016)

### Mixtapes og EP'er
- 2009: 100% Pure Coka (digital EP)
- 2009: The Height of Power
- 2009: The Audacity of Coke
- 2012: The Maple Leaf Massacre

### Optræden på andre albums
- 2006: "Fuck Tony Montana" (D.J. Mek Remix) featuring Big Left
- 2006: "Get Outta My Way" (D.J. Mek Remix) featuring B-Real of Cypress Hill & Sick Jacken of Psycho Realm
- 2006: "This Is War" featuring Big Left Ill Bill Is The Future Vol. 2
- 2006: "It's a Beautiful Thing" Ill Bill Is The Future Vol. 2
- 2007: "Where Hope Goes to Die" Black Metal
- 2007: "Soldiers of Fortune" (produced by Sicknature) Black Metal
- 2007: "Get Outta My Way" featuring Big Left Black Metal
- 2007: "Broken Pieces" featuring Jeru the Damaja Black Metal
- 2009: "Do It" (produced by DJ Solo) Soul Assassins: Intermission
- 2009: "Hey Young World" featuring Heltah Skeltah The Trojan Horse
- 2010: "Skull & Guns" featuring Slaine & Everlast DJ Muggs vs. Ill Bill: Kill Devil Hills
- 2012: "Geometry of Business": Vinnie Paz God of the Serengeti
- 2015: "The Hard Way" House of Slaine